# 三教指帰注
『三教指帰注』（さんごうしきちゅう）は、『三教指帰』の注釈書。
著者は不明。成立は、中巻奥書に建保6年（1218年）、下巻奥書に承久2年（1220年）とあるため、このころの成立と考えられる。片仮名交じりの書き下しが特徴。初学者向けの注釈書であると考えられる。『真言宗全書』第40巻に「承久本」として所収。